# Мадюродам
Мадюродам (нидерл. Madurodam, также встречается Мадуродам) — парк миниатюр, миниатюрный город в Схевенингене, Гаага, в Нидерландах. Представляет собой модель голландского города в масштабе 1:25, состоит из типично нидерландских зданий и сооружений, оригиналы которых находятся в различных частях Нидерландов. Строительством и уходом за макетами занимается штат из 35 человек. Работа над некоторыми экспонатами занимала до 4 лет. Макеты изготавливаются в основном из пластмассы, для зелёных насаждений мини-города используются настоящие растения, преимущественно мелколистные деревья и кустарники, которые путём интенсивной стрижки поддерживаются на высоте до 60 см.

## История
Градостроительный план Мадюродама создан архитектором Сибе Ян Баума. В центре Мадюродама находится старый центр, вокруг которого расположен новый район, портовая и промышленная зона, а также зона отдыха. В центре располагаются церкви, музеи, сырный рынок и характерные амстердамские каналы, а также правительственные здания Бинненхоф, Рейксмузеум и базилика Пресвятой Богородицы из Маастрихта. В Мадюродаме Польдере, новом современном жилом районе Мадюродама, среди старых ферм и мельниц Лейдсендама общественный транспорт Нидерландов представлен роттердамской станцией Блаак. В порту Мадюродама можно найти крупные голландские предприятия, нефтеперерабатывающие заводы, амстердамский аэропорт Схипхол и ряд крупных офисных зданий.

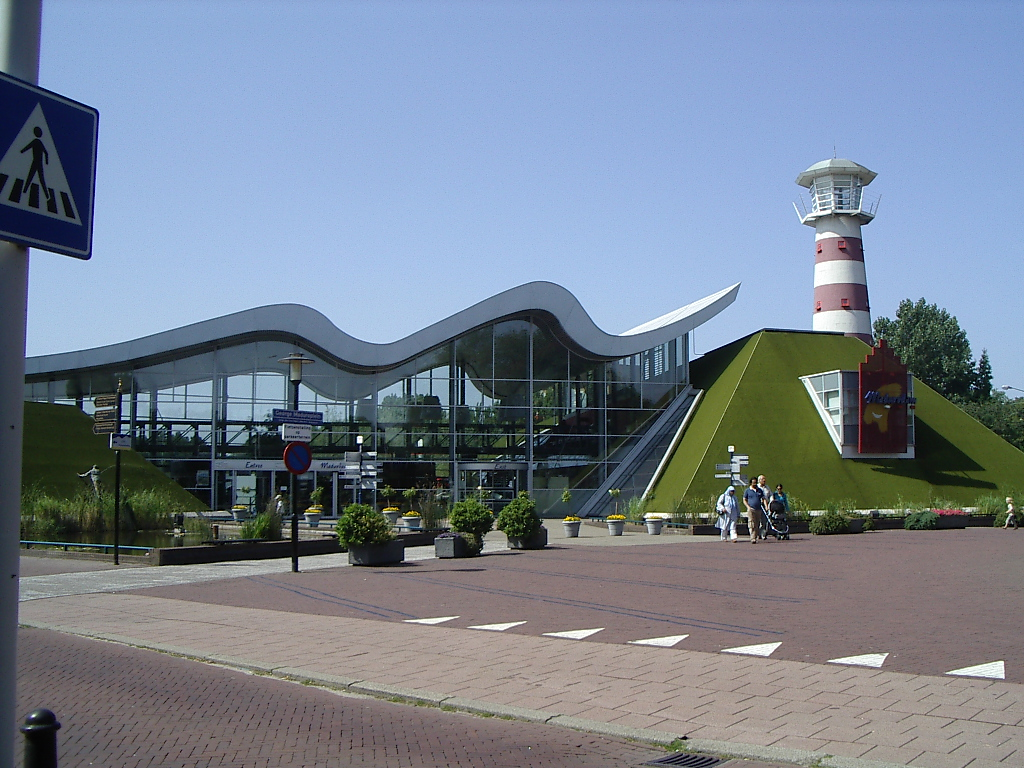
Вход в Мадюродам

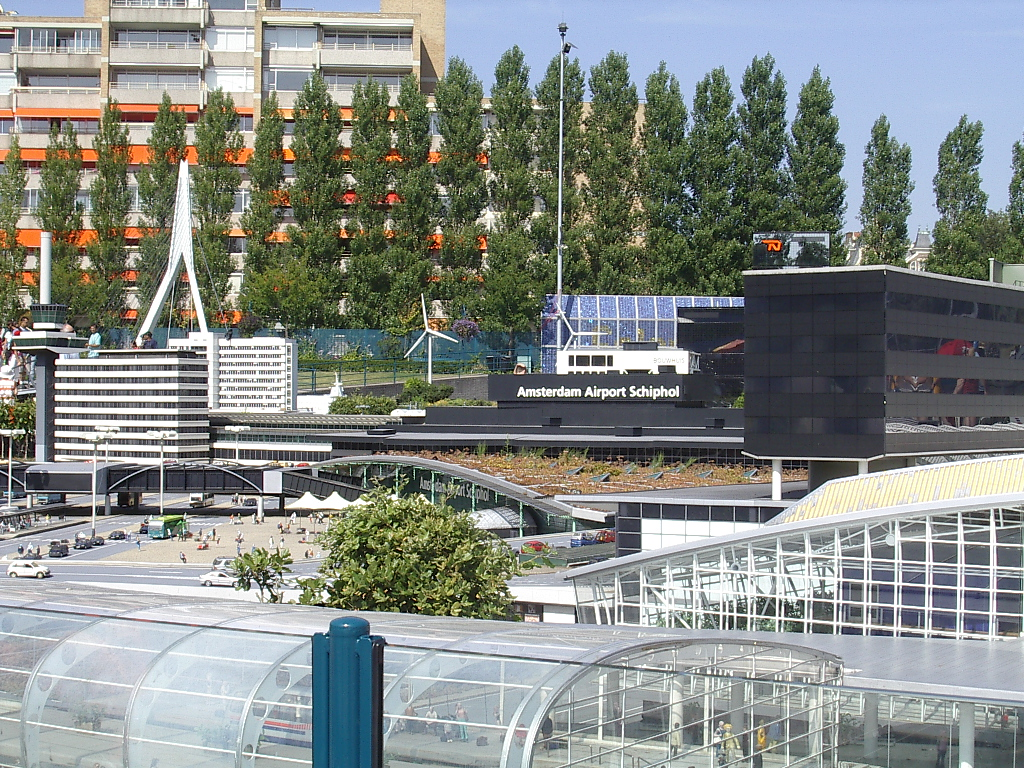
Миниатюрный Амстердамский аэропорт Схипхол

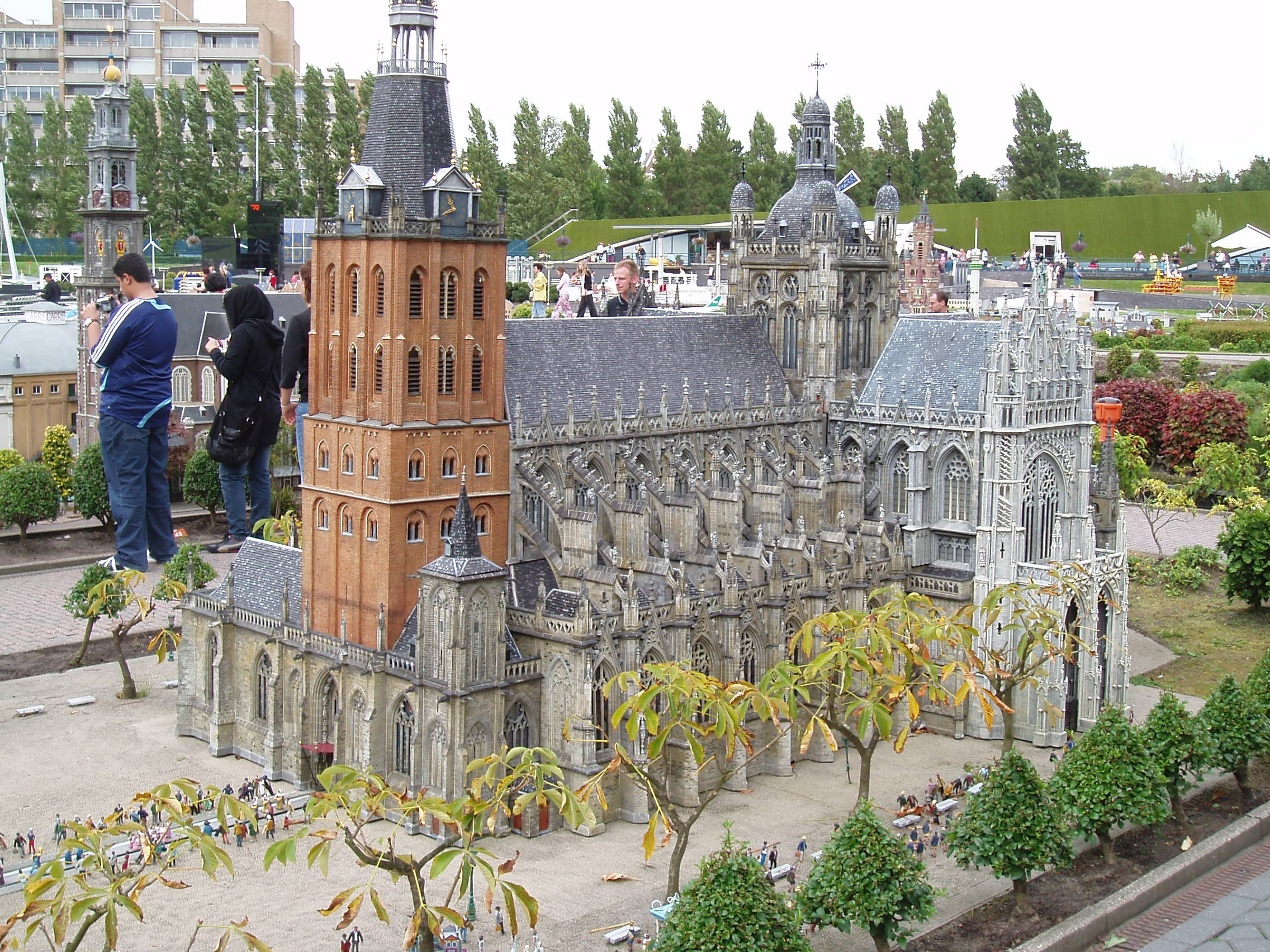
Макет собора в Хертогенбосе

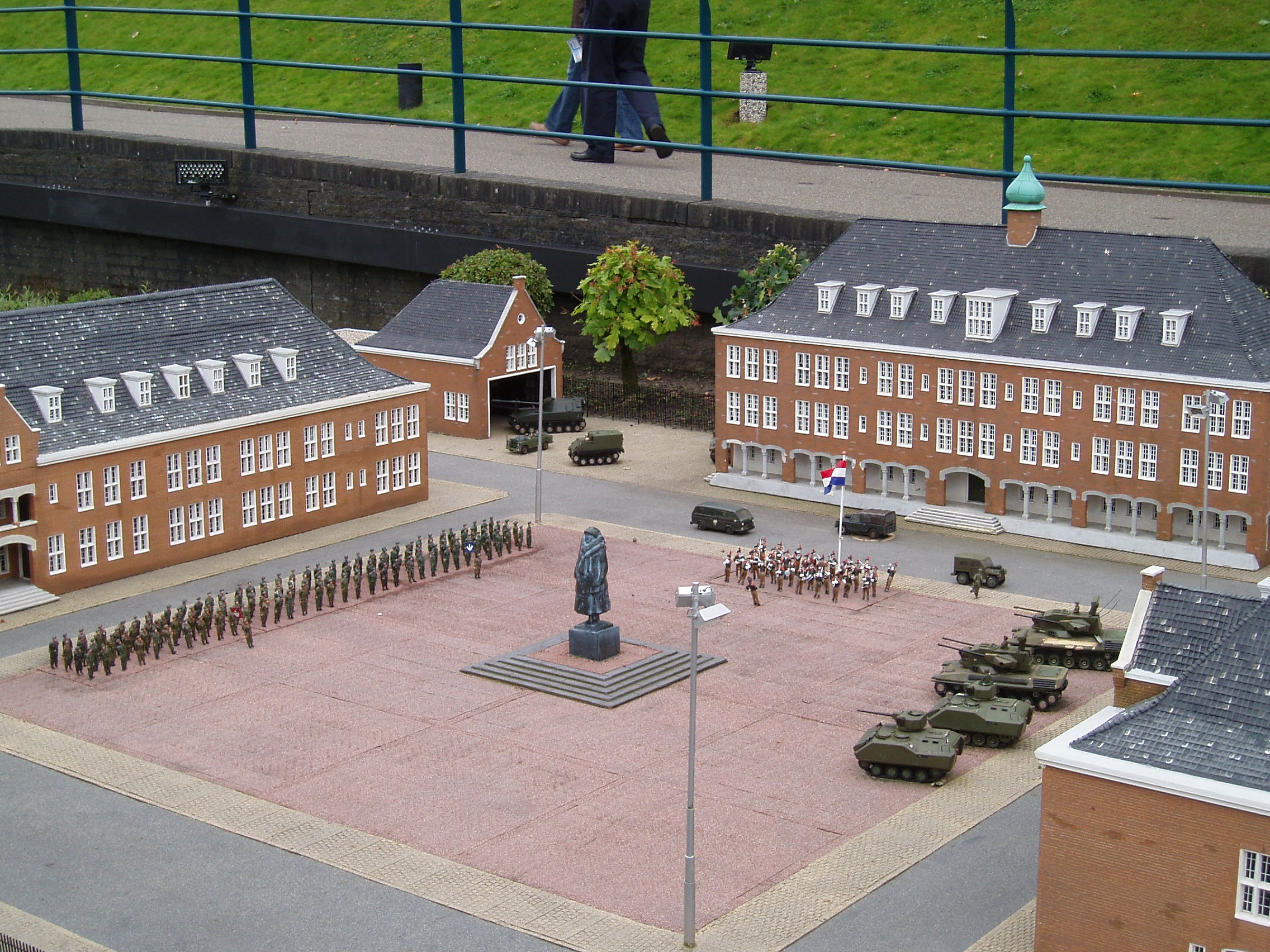
Центр города в миниатюре

Мадюродам был построен в 1952 году, и с тех пор его посетили десятки миллионов туристов. Это не только туристическая достопримечательность Гааги и Нидерландов, но и памятник жертвам войны. Миниатюрный город назван по имени Джорджа Мадюро, студента юридического факультета из Кюрасао, который боролся против нацистских оккупационных сил, был членом голландского сопротивления и умер в Дахау в 1945. Его родители пожертвовали средства для начала проекта Мадюродам с тем, чтобы выручка от Мадюродама шла на благотворительные цели, а именно студенческому санаторию. Фонд поддержки Мадюродама и в настоящее время ведёт работу с молодёжью.
2 июля 1952 года принцесса Беатрикс была назначена мэром Мадюродама, после чего она совершила прогулку по своему городу. Беатрикс занимала этот пост со дня открытия города и до своего вступления на престол в 1980 году. В настоящее время королева Беатрикс является покровительницей Мадюродама. Сегодня мэр Мадюродама избирается молодёжным муниципальным советом, состоящим из 22 учеников средних школ Гааги. В обязанности мэра Мадюродама входит открытие новых макетов и экспозиций.

## Концепция парка
Миниатюры Мадюродама высоко детализированы и подвижны. Например, в окошко Государственного музея можно увидеть экспонирующийся там «Ночной дозор», по дорогам и каналам перемещается транспорт, а если опустить несколько центов в окошко около собора в Хертогенбосе, можно наблюдать, как зазвонят колокола и прихожане заспешат на церковную службу. Размер самой крупной миниатюры — приблизительно 1,5 метра.
Мадюродам носит ярко выраженную образовательную и просветительскую направленность. Лозунг официального сайта Мадуродама: «Узнай Голландию за один час».
Сам парк спроектирован таким образом, чтобы знакомить посетителей не только с архитектурой, но и с историей, культурой, укладом жизни и технологическими достижениями голландцев. Поэтому в парке представлены не только знаменитые строения, но и другие «типично голландские вещи», например традиционные домики, сырные рынки и даже современные торговые центры и автобаны. Многие интерактивные модели демонстрируют принципы работы реальных объектов: например, можно поднимать и опускать шлюзы и разводить мосты, чтобы перевести кораблик из одной локации в другую, познакомиться с принципом работы дамбы или ветряной мельницы. Около многих интерактивных моделей расставлены терминалы, на которых можно посмотреть короткие видеоролики, знакомящие посетителей с тем или иным элементом истории и каким-то технологическим достижением голландцев.

## Наиболее известные сооружения Мадюродама

### Амстердам
- аэропорт Схипхол
- Королевский дворец
- Государственный музей
- мост Магере Брюг
- квартал каналов, площадь Рембрандтплейн и башня Мюнтторен
- канал Херенграхт
- Триппенхёйс, здание Королевской академии наук Нидерландов
- Португальская синагога
- Дом Анны Франк
- церковь Ньиве керк и Национальный монумент на площади Дам
- церковь Вестеркерк
- башня Схрейерсторен

### Роттердам
- Нидерландский архитектурный институт

### Гаага
- Здание нидерландского парламента Бинненхоф
- Дворец мира, здание Международного суда ООН
- Музей Маурицхёйс

### Утрехт
- Домский собор

## Сходные проекты
- Мадюродам был источником идеи Storybook Land в Диснейленде.[4]
- Мини-Европа
- Мини-Израиль
- Этно-мемориальный комплекс «Карта Казахстана Атамекен»[5] в Астане.